# José Paradela
José Paradela (Quiroga, 15 dicembre 1998) è un calciatore argentino, centrocampista del Necaxa.

## Caratteristiche tecniche
È un centrocampista centrale.

## Carriera
Cresciuto nel settore giovanile del Rivadavia (L), ha esordito in prima squadra l'11 settembre 2016 disputando l'incontro di Torneo Federal A pareggiato 0-0 contro il Belgrano (LP).
Nel 2018 è stato acquistato dal Gimnasia (LP).

## Statistiche
Statistiche aggiornate al 18 agosto 2019.

### Presenze e reti nei club
| Stagione             | Squadra              | Campionato           | Campionato | Campionato | Coppe nazionali | Coppe nazionali | Coppe nazionali | Coppe continentali | Coppe continentali | Coppe continentali | Altre coppe | Altre coppe | Altre coppe | Totale | Totale | Totale |
| Stagione             | Squadra              | Comp                 | Pres       | Reti       | Comp            | Pres            | Reti            | Comp               | Pres               | Reti               | Comp        | Pres        | Reti        | Pres   | Reti   |        |
| -------------------- | -------------------- | -------------------- | ---------- | ---------- | --------------- | --------------- | --------------- | ------------------ | ------------------ | ------------------ | ----------- | ----------- | ----------- | ------ | ------ | ------ |
| 2016-2017            | Rivadavia (L)        | TA                   | 15         | 0          | CA              | 0               | 0               |                    | -                  | -                  |             | -           | -           | 15     | 0      |        |
| 2017-2018            | Rivadavia (L)        | TA                   | 19         | 0          | CA              | 2               | 0               |                    | -                  | -                  |             | -           | -           | 21     | 0      |        |
| Totale Rivadavia (L) | Totale Rivadavia (L) | Totale Rivadavia (L) | 34         | 0          |                 | 2               | 0               |                    | 0                  | 0                  |             | -           | -           | 36     | 0      |        |
| 2018-2019            | Gimnasia (LP)        | PD                   | 1          | 0          | CA+CdL          | 0               | 0               |                    | -                  | -                  |             | -           | -           | 1      | 0      |        |
| 2019-2020            | Gimnasia (LP)        | PD                   | 3          | 0          | CA+CdL          | 0               | 0               |                    | -                  | -                  |             | -           | -           | 3      | 0      |        |
| Totale carriera      | Totale carriera      | Totale carriera      | 38         | 0          |                 | 2               | 0               |                    | 0                  | 0                  |             | -           | -           | 40     | 0      |        |

## Palmarès

### Competizioni nazionali
- Supercopa Argentina: 1

River Plate: 2019